# Guangualí (urbanismo)
Los guangualíes (mapudungun: ‘lugar donde existe un tipo de pasto semejante a un trigo de mala calidad’, de wa, ‘trigo de mala calidad’, y wali, ‘pelea de animales’) eran lugares alejados de los centros urbanos del norte y centro de Chile que tenían material disponible para hacer viviendas rápidas.

## Descripción
La abundancia de hierba no comestible se aprovechaba para construir viviendas rápidas. Todo lugar habitado por grupos de habla mapudungún, ya sea picunches o mapuches, tenía anexo un guangualí. Al migrar a los centros urbanos, los indígenas sabían dónde construir sus viviendas provisorias. Esto tenía una doble función: disponer de un área para viviendas provisorias delimitadas y controlar a los recién llegados para impedir la entrada a individuos problemáticos.
Casi todas las culturas prehispánicas tenían un equivalente; el Imperio incaico situaba a los recién llegados al otro lado de los ríos.

## Urbanismo
Santiago tuvo entre los siglos XVI y XVIII un guanguali en la ribera norte del río Mapocho, cercano a lo que es ahora es el Barrio Pio Nono. Se asociaron largamente al concepto de «pueblo de indios».

En varias oportunidades a lo largo de la historia de la ciudad de Santiago y generalmente por efecto de decisiones provenientes... del poder, se han originado formas de diferenciación urbana que fortalecen y reproducen distanciamientos sociales, configurando presiones que tienden a separar del resto a los más pobres... Tal ha sido el caso de los Pueblos de Indios o "guangualíes" y de los rancheríos permitidos en (o expulsados hacia) los suburbios, las áreas de inundación y la caja del río Mapocho durante la Colonia y el comienzo del período republicano. Lo mismo ocurre con los conventillos levantados en (o transferidos hacia) las sucesivas periferias de la ciudad que va creciendo durante la segunda mitad del siglo pasado y el primer tercio del siglo veinte.[cita requerida]
Alberto Gurovich

## Mutación del concepto
Benjamín Vicuña Mackenna detestaba esta solución urbanística mapuche. En una de sus publicaciones escribió,:

Crecen como callampas en lugares oscuros y húmedos[cita requerida].

Esta figura literaria significó que, al entrar en el siglo XX, los guangualíes fueran tratados de «poblaciones callampas», nombre que tienen hasta la actualidad.